# 重量摩爾濃度
在化学中，溶液的重量摩尔浓度（也可称质量摩尔浓度或重量克分子浓度，用b或m表示）是指溶质物质的量{\displaystyle n_{solute}}除以溶剂的质量{\displaystyle m_{solvent}}：
{\displaystyle b={\frac {n_{solute}}{m_{solvent}}}}

## 单位
国际单位制中，重量摩尔浓度的单位是mol/kg。重量摩尔浓度为3mol/kg的溶液可表示为“3 molal”或“3 m”。但是随着国际单位制的使用，美国在量度方面的权威机构美国国家标准技术研究所认为“molal”和单位符号“m”已经过时，建议使用mol/kg及其相关国际单位制的单位来表示。

## 举例
将1.0 mol的食盐溶解在2.0 kg的水中，所得盐溶液的重量摩尔浓度m(NaCl) = 0.50 mol/kg。向这个盐溶液中再加入糖后食盐溶液的重量摩尔浓度不变。

## 使用注意事项

### 优点
与体积摩尔浓度或质量浓度相比，配制一定重量摩尔浓度的溶液相对简单：只需准确称量溶剂和溶质的质量即可，而无需测量体积，所以浓度不受温度和压力变化的影响，这是一个质量摩尔浓度的优点。

## 相关换算
在下文中，溶剂作为溶液的其它成分可以得到与溶质相同的对待，比如对于没有溶质仅有溶剂的溶液，它的重量摩尔浓度b0就是溶剂分子摩尔质量M0的倒数：
{\displaystyle b_{0}={\frac {n_{0}}{n_{0}M_{0}}}=M_{0}^{-1}.}

### 质量分数
对于只有一种溶质的溶液，重量摩尔浓度与质量分数的换算关系为：
{\displaystyle w=(1+(b\,M)^{-1})^{-1},\ b={\frac {w}{(1-w)M}},}
b为重量摩尔浓度； M为溶质的摩尔质量。
对于一个没有溶质或只有一种溶剂而含有{\displaystyle n}种溶质的溶液，分别用{\displaystyle b_{i}}和{\displaystyle w_{i}}表示第{\displaystyle i}种溶质的重量摩尔浓度和質量分數：
{\displaystyle w_{i}=w_{0}\,b_{i}M_{i},\ b_{i}={\frac {w_{i}}{w_{0}M_{i}}},}
{\displaystyle M_{i}}是溶液中第{\displaystyle i}种溶质的摩尔质量；{\displaystyle w_{0}}是溶剂的质量分数，它既可以写成溶质重量摩尔浓度的函数也可以写成溶质质量分数的函数。
{\displaystyle w_{0}=(1+\textstyle \sum _{j=1}^{n}{b_{j}M_{j}})^{-1}=1-\sum _{j=1}^{n}{w_{j}}.}

### 摩尔分数
对于单一溶质的溶液，重量摩尔浓度与摩尔分数的换算关系：
{\displaystyle x=(1+(M_{0}\,b)^{-1})^{-1},\ b={\frac {x}{M_{0}(1-x)}},}
{\displaystyle M_{0}}是溶剂的摩尔质量。
对于由{\displaystyle n}种溶质和1种溶剂构成的溶液体系，{\displaystyle x_{i}}表示第{\displaystyle i}种溶质的摩尔分数：
{\displaystyle x_{i}=x_{0}M_{0}\,b_{i},\ b_{i}={\frac {b_{0}x_{i}}{x_{0}}},}
{\displaystyle x_{0}}是溶剂的摩尔分数，它既可以写成溶质重量摩尔浓度的函数也可以写成溶质摩尔分数的函数。
{\displaystyle x_{0}=(1+M_{0}\textstyle \sum _{j=1}^{n}{b_{j}})^{-1}=1-\sum _{j=1}^{n}{x_{j}}.}

### 与体积摩尔浓度之间的换算
对只有一种溶质的溶液，重量摩尔浓度{\displaystyle b}与体积摩尔浓度{\displaystyle c}的换算关系为：
{\displaystyle c={\frac {\rho \,b}{1+bM}},\ b={\frac {c}{\rho -cM}},}
ρ代表溶液密度，{\displaystyle b}代表溶质在溶液中的重量摩尔浓度，{\displaystyle M}为溶质的摩尔质量。
对于由n种溶质和一种溶剂构成的溶液体系：
{\displaystyle c_{i}=c_{0}M_{0}\,b_{i},\ b_{i}={\frac {b_{0}c_{i}}{c_{0}}},}
{\displaystyle c_{i}}是第{\displaystyle i}种溶质的体积摩尔浓度，{\displaystyle M_{0}}是溶剂的摩尔质量。
当溶剂的体积摩尔浓度用{\displaystyle c_{0}}表示时，溶剂的体积摩尔浓度可以写成关于溶剂重量摩尔浓度{\displaystyle b_{0}}的函数也可用溶质的体积摩尔浓度{\displaystyle c_{i}}的函数表示：
{\displaystyle c_{0}={\frac {\rho \,b_{0}}{1+\sum _{j=1}^{n}{b_{j}M_{j}}}}={\frac {\rho -\sum _{j=1}^{n}{c_{i}M_{i}}}{M_{0}}}.}

### 质量浓度
重量摩尔浓度与质量浓度间的换算，对于单溶质溶液体系：
{\displaystyle \rho _{solute}={\frac {\rho \,b\,M}{1+bM}},\ b={\frac {\rho _{solute}}{M(\rho -\rho _{solute})}},}
{\displaystyle \rho _{solute}}是溶液的质量浓度，{\displaystyle \rho }是溶液的质量密度，{\displaystyle b}是溶液的重量摩尔浓度，{\displaystyle M}是溶质的摩尔质量。
对于有n种溶质的溶液，第{\displaystyle i}种溶质的质量浓度{\displaystyle \rho _{i}}与重量摩尔浓度{\displaystyle b_{i}}的换算关系如下：
{\displaystyle \rho _{i}=\rho _{0}\,b_{i}M_{i},\ b_{i}={\frac {\rho _{i}}{\rho _{0}M_{i}}},}
{\displaystyle \rho _{0}}是溶剂的质量浓度，它可以写成重量摩尔浓度的函数也可以写成质量浓度的函数：
{\displaystyle \rho _{0}={\frac {\rho }{1+\sum _{j=1}^{n}b_{j}M_{j}}}=\rho -\sum _{j=1}^{n}{\rho _{i}}.}

### 等比关系
{\displaystyle {\frac {b_{i}}{b_{j}}}={\frac {x_{i}}{x_{j}}}={\frac {c_{i}}{c_{j}}}={\frac {\rho _{i}\,M_{j}}{\rho _{j}\,M_{i}}}={\frac {w_{i}\,M_{j}}{w_{j}\,M_{i}}},}
由n种溶质和溶剂组成的溶液体系，下表{\displaystyle i}和{\displaystyle j}可表示所有的成分。